# NGC 5576
NGC 5576 is een elliptisch sterrenstelsel in het sterrenbeeld Maagd. Het hemelobject werd op 30 april 1786 ontdekt door de Duits-Britse astronoom William Herschel.

## Synoniemen
- UGC 9183
- MCG 1-37-7
- ZWG 47.20
- PGC 51275